# Anne Breitreiner
Anne Breitreiner (née le 7 septembre 1984 à Haag in Oberbayern) est une joueuse allemande de basket-ball évoluant au poste d’ailière.

## Biographie
Championne de France avec Tarbes en 2010, elle passe une saison en Italie, avant de retrouver la LFB pour une saison à Villeneuve-d'Ascq. À l'été 2012, elle rejoint le club allemand de Wasserburg. Championne d'Allemagne 2013 avec des statistiques de 15,5 points, 2,6 rebonds (ainsi que 13 points, 2 rebonds et 1,5 passe décisive en Eurocoupe), elle signe pour une année de plus à Wasserburg.
Préparant sa reconversion, elle s'inscrit en école de commerce en Allemagne au cours de l'année 2014. Si elle dispute le championnat allemand, elle renonce aux rencontres à l'extérieur d'Eurocoupe avec Wasserburg (13,6 points, 2,6 rebonds en championnat en 2013-2014 et 8,5 points et 2,2 rebonds en Eurocoupe).
Avec l'équipe d'Allemagne, ses statistiques sont de 9,3 points, 1,5 rebond et 1,2 passe décisive lors des qualifications de l'Euro 2015.

## Carrière en club
| Saisons   | Équipe                                                         | Pays      |
| 2000-2006 | TSV 1880 Wasserburg                                            | Allemagne |
| 2006-2007 | Ros Casares Valence                                            | Espagne   |
| 2007-2008 | Lotos Gdynia                                                   | Pologne   |
| 2008-2009 | AZS PWSZ Gorzów Wielkopolski                                   | Pologne   |
| 2009-2010 | Tarbes GB                                                      | France    |
| 2010-2011 | Club Atletico Faenza Pallacanestro                             | Italie    |
| 2011-2012 | Entente Sportive Basket de Villeneuve-d'Ascq - Lille Métropole | France    |
| 2012-     | TSV 1880 Wasserburg                                            | Allemagne |

## Palmarès
- Championne de France LFB 2010
- Championne d'Allemagne 2013 et 2014[6].